# Barusta
Barusta var en musikgrupp från Göteborg som bildades av sångerskan, gitarristen och låtskrivaren Nathalie Barusta Gäbel 1996. 

## Biografi
Nathalie Barusta hade under hösten 1995 skrivit och spelat in ett antal låtar och letade efter musiker som skulle hjälpa henne att framföra dem. Anders Göransson kom tidigt med på trummor (Barusta och han hade tidigare spelat i banden Bod och La Paz) liksom Carl Larsson på bas . Carls Larssons bror Erik Larsson medverkade på gitarr, och Stefan Strandberg från Robot och Nina Natri från Fidget var två av dem som spelade keyboard under denna tid. Senare tillkom Andreas Nilsson från Silverbullit, som spelade gitarr på första EP:n. Till slut fann bandet sin sättning i och med att Niclas Löfgren (senare Silverbullit) kom med på gitarr och ersatte Andreas Nilsson.
Nathalie Barustas demo upptäcktes av Hansi Friberg som kom att bli hennes manager. Arbetsnamnet var först The Sirens, senare Nathalie Barusta & The Sirens. För att undvika onödig sammanblandning med Natalie Imbruglia tog bandet 1997 det kortare namnet Barusta. Samma år släpptes EP:n The Game på Hansi Fribergs, Johan Skugges och Linda Skugges skivbolag Starboy. EP:n producerades av Ebbot Lundberg från The Soundtrack of Our Lives. 1998 släpptes albumet Evolution, producerat av Mikael Herrström, varifrån två singlar plockades: Satellite och Common Lovin'. En video gjordes till Satellite, som spelades på MTV Alternative Nation.  
Anders Göransson befann sig i Spanien våren 1999 och därför plockades Lars Malmros från Broder Daniel och Joakim Levin in till bandets spelningar. Bandet spelade på diverse festivaler sommaren 1999. Samma år nominerades Barusta till en Grammis för Årets Nykomling. Under år 2000 turnerade Barusta också med Mercury Rev, The Cardigans och Kent. Under hösten meddelade Carl Larsson sitt beslut att flytta till England, och Göransson bestämde sig för att åter resa till Spanien. Båda lämnade på detta sätt bandet och med ny sättning, Jukka Rintamäki från Silverbullit (bas) och Dan Lissvik från Studio (trummor), spelade bandet in vad som skulle vara ännu en EP (år 2001) och två konserter genomfördes: en på Jazzhuset i Göteborg och en på P3 Live Popstad. Av olika anledningar kom EP:n aldrig att ges ut. Bandet upplöstes kort därefter.
I juni 2010 medverkande Nathalie Barusta i en radiointervju i P3 Pop med Sara Martinsson, där hon bland annat berättar om sin tid i Barusta.
2011 bildade Nathalie Barusta Gäbel bandet Bow & Arrow, som bland annat spelade på Clandestino Festival. Hon är med och driver musikprojektet The Göteborg String Theory. I januari 2016 släppte Nathalie Barusta Gäbel en singel med bandet Ja Ja Ne Ne.

## Medlemmar
- Nathalie Barusta Gäbel, sång och gitarr
- Carl Larsson, bas
- Niclas Löfgren, gitarr (senare i Silverbullit)
- Anders Göransson, trummor (tidigare i Ocal Waltz)

## Diskografi
- The Game // No no // A God // The Game (demo) - EP, 1997 (Starboy/BMG) producerad av Ebbot Lundberg, omslag Nathalie Barusta Gäbel
- Evolution - LP, 1998 (Starboy/BMG) producerad av Mikael Herrström, omslag Nathalie Barusta Gäbel
- Satellite // Stamina - singel, 1998 (Starboy/BMG) producerad av Mikael Herrström, omslag Andreas Nilsson och Nathalie Barusta Gäbel
- Common Lovin' // Benny - singel, 1999 (Starboy/BMG) producerad av Mikael Herrström, omslag Nathalie Barusta Gäbel